# Inköp (pokerterm)
Inköp (engelska buy-in), är ett begrepp inom poker.
Inköp är den summa pengar en pokerspelare startar med i ett parti poker. Ofta spelar man dock inte med pengarna i sig, utan man får motsvarande summa i marker. Om man spelar poker privat kan man komma överens om att alla startar med samma summa. Den som förlorar alla sina marker är då utslagen. Om man tillåter återinköp (re-buy) kan en utslagen deltagare komma tillbaka till spel genom att betala inköpsbeloppet igen.
Man kan aldrig förlora mer än vad man köpt in sig för. I privat spel är det därför viktigt att man kommer överens om en inköpssumma som alla anser sig ha råd att förlora. Man får se det som en (eventuell) kostnad för nöjet att få spela poker. Minst en lycklig spelare kommer dock av naturliga skäl ha gått med vinst efter avslutad pokersession. Pengar försvinner ju inte, de bara omfördelas deltagarna emellan. 
Man har alltid rätt att lämna ett pokerparti precis när man vill. Då växlar man tillbaka sitt markerkapital till riktiga pengar igen. Lämnar man ett parti under en pågående giv som man fortfarande är aktiv i räknas det som att man lägger sig, men det normala är naturligtvis att vänta till pågående giv avslutats eller tills man lagt sig. Man har också alltid rätt att tillfälligt ta en paus och stå över några givar utan att säga upp sin plats helt.
I poker får man aldrig köpa nya marker under en pågående giv som man själv är aktiv i, men på kasino är det tillåtet att fylla på reserven mellan två givar. Den som får slut på marker under en giv går all-in och reglerna om sidopotter tillämpas. Man kan alltså aldrig tvinga någon till att lägga sig genom att satsa mer än vad denna person har råd att syna.
Lämplig storlek på inköp beror bland annat på limitarnas nivå samt av vilken satsningsstruktur som används. I Texas hold'em straight limit kan ett inköp på omkring 25 gånger en stor bet vara lagom. Med en "stor bet" menas kostnaden för att öppna i någon av de senare rundorna, det vill säga den högre limiten. Om man till exempel ska spela Texas hold'em straight limit 10-20 kr kan ett inköp på 20 kr x 25 = 500 kr vara lagom. Om man spelar pottlimit eller no limit behövs större inköp, kanske 100 gånger den högre limiten. Om man startar med för litet inköp i förhållande till satsningsnivåerna kan det leda till att man slås ut väldigt fort efter en otursam start eller några tidiga misstag. Nybörjare behöver normalt större inköp än experter. Fler deltagare leder också ofta till större inköp. En annan faktor som gör att man behöver större inköp är om deltagarna spelar väldigt löst och aggressivt.